# Sicarius fumosus
Espèce
Synonymes
- Thomisoides fumosa Nicolet, 1849
- Thomisoides deformis Nicolet, 1849
- Sicarius deformis (Nicolet, 1849)

Sicarius fumosus est une espèce d'araignées aranéomorphes de la famille des Sicariidae.

## Distribution
Cette espèce est endémique du Chili.

## Publication originale
- Nicolet, 1849 : Aracnidos. Historia física y política de Chile. Zoología, vol. 3, p. 319-543.